# Kris Peeters
Kris Peeters ( [ˈkrɪs ˈpeːtərs]; 18 de maio de 1962) é um político belga dos Democratas Cristãos e Flamengo que atua como vice-presidente do Banco Europeu de Investimento (BEI) desde 2021. No início de sua carreira, foi Ministro-Presidente da Flandres (2007-2014), Vice-Primeiro-Ministro e Ministro da Economia e Emprego no governo do Primeiro-Ministro Charles Michel (2014-2019) e Membro do Parlamento Europeu (2019–2021).

## Carreira
Durante as eleições municipais de 2006, Peeters concorreu a um cargo público pela primeira vez em sua carreira e foi eleito membro do conselho municipal de sua cidade natal, Puurs. Nas eleições federais belgas de 2007, Peeters foi eleito para a Câmara dos Representantes, mas optou por não tomar seu assento, em vez disso, sucedeu Yves Leterme como Ministro-Presidente da Flandres.
Além de Bart De Wever, Maggie De Block e Theo Francken, Peeters é uma das figuras políticas mais populares na Flandres nos últimos anos.
Peeters foi membro do Parlamento Europeu de 2019 a 2021. Durante esse período, atuou na Comissão do Mercado Interno e Proteção do Consumidor e na Subcomissão de Segurança e Defesa.
No final de 2020, Peeters foi nomeado pelo governo do primeiro-ministro Alexander De Croo para se tornar um dos vice-presidentes do Banco Europeu de Investimento (BEI), representando os países do Benelux. Nessa qualidade, ele supervisiona as atividades do banco em mobilidade, segurança e defesa, bem como operações nos países da ASEAN.